# Norbert Finzsch
Norbert Finzsch (* 1. März 1951 in Köln als Norbert Rollewitz) ist ein deutscher Historiker.

## Wissenschaftliche Laufbahn
Norbert Finzsch studierte Germanistik vor allem bei Karl Otto Conrady und Geschichte bei Erich Angermann an der Universität zu Köln, wo er 1977 das Staatsexamen ablegte und 1980 promoviert wurde. Die Dissertation zur US-amerikanischen Geschichte trug den Titel Die Goldgräber Kaliforniens. Arbeitsbedingungen, Lebensstandard und politisches System um die Mitte des 19. Jahrhunderts und war kliometrisch angelegt. Von 1981 bis 1988 war Finzsch wissenschaftlicher Assistent bei Erich Angermann an der Universität zu Köln. 1983/1984 war er Stipendiat des American Council of Learned Societies an der University of California, Berkeley, 1986 habilitierte er sich mit einer Arbeit über die Sozialgeschichte des Rheinlandes im späten 18. und frühen 19. Jahrhundert. Für seine Habilitation erhielt er 1990 den Köln-Preis.
1989 wurde er stellvertretender Direktor des Deutschen Historischen Instituts in Washington, 1992 wurde er als Nachfolger von Günter Moltmann auf die Professur für Neuere Geschichte an der Universität Hamburg berufen. 1995/96 startete Finzsch mit einer Gruppe von queeren Aktivistinnen eine Kampagne zum Erhalt von 80.000 Akten der Hamburger Justizbehörde aus den Jahren 1935 bis 1945, die vom Staatsarchiv der Stadt Hamburg vernichtet werden sollten. Diese Akten hätten Auskunft über die Verfolgungspraktiken des NS-Regimes gegen Menschen gegeben, die wegen §175 verurteilt worden sind. Es entspann sich eine monatelange Kampagne unter Beteiligung internationaler Wissenschaftlerinnen, Aktivistinnen und politischen Parteien zur Rettung der Akten, die am Ende erfolgreich war. Die Reaktionen der Hamburger Universität auf diesen Vorgang veranlassten Finzsch, sich aus Hamburg wegzubewerben.
Seit 2001 war er Professor für Angloamerikanische Geschichte an der Universität zu Köln. Sein Arbeitsschwerpunkt war die Geschichte der USA und seit 2001 auch die Geschichte Australiens. Von 2005 bis 2007 war er Prorektor der Universität zu Köln. Zwischen 1996 und 2000 war Finzsch mehrfach Research Fellow an der University of California in Berkeley, sowohl am Center for German and European Studies wie auch als Visiting Professor am Center for International Government Studies. 2000 bis 2001 war er Gastprofessor an der Université Michel Montaigne in Bordeaux, 2003 Visiting Fellow des Humanities Research Centre an der Australian National University in Canberra, Australien. 2012/2013 nahm er eine Gastprofessur am Institute for European Studies der University of California in Berkeley als Distinguished Visiting Scholar wahr. Vom Oktober 2014 bis zum April 2015 war Finzsch Fellow des Internationalen Geisteswissenschaftlichen Kollegs „re:work“ an der Humboldt-Universität zu Berlin. 2017 erhielt er den renommierten Meyer-Struckmann-Preis der Heinrich-Heine-Universität Düsseldorf für seine Leistungen im Bereich der Nordamerikaforschung. Mit Ablauf des Monats Juli 2016 ist Finzsch in den Ruhestand getreten. Im Wintersemester 2019/20 und im Sommersemester 2020 lehrte Finzsch Nordamerikanische Geschichte am John-F.-Kennedy-Institut für Nordamerikastudien der Freien Universität Berlin. Im Wintersemester 2022/23 lehrte Finzsch bei GeStiK – Gender Studies in Köln an der Universität zu Köln. Von 2022 bis 2025 war Finzsch Professor an der Sigmund Freud Privatuniversität Berlin im Fach Psychotherapiewissenschaft. Er ist seit 2024 Fellow des Sonderforschungsbereichs „Strukturwandel des Eigentums“ an der Universität Erfurt (SFB 294).

## Forschungsschwerpunkte
Finzsch arbeitete zunächst als quantifizierender Sozialhistoriker der USA und Deutschlands, wandte sich unter dem Eindruck der poststrukturalistischen Theoriedebatte der Kulturgeschichte zu. Seine Arbeiten zur Geschichte der Afroamerikaner, der Gefängnisse und der Sexualität waren nachhaltig von den Arbeiten Michel Foucaults beeinflusst. Seit Ende der neunziger Jahre rückten Themen wie internationale und vergleichende Genozidgeschichte der USA, Australiens und Neuseelands in den Vordergrund, wobei Finzsch sich an den Theorien und Methoden der sozialökologischen Systemforschung („Social Ecological Systems“) orientierte. Seit 2011 forschte Finzsch zur Geschichte des „Freedmen’s Bureau“ in den ehemaligen Sklavenstaaten der USA und zur Geschichte der weiblichen Genitalverstümmelung (Klitoridektomie) in Frankreich, England und Deutschland. Die Studie zur Kliteridektomie wurde 2021 veröffentlicht. Seit 2021 forschte Finzsch zur Geschichte des Non-Binary-Gender im „Westen“. Die entsprechende Monographie erschien 2024 im Transcript Verlag in der Reihe 'Historische Geschlechterforschung' erscheinen. Seit 2023 forscht Finzsch zur Geschichte der Ethnopsychoanalyse, besonders zu Georges Devereux und Louis Mars. Zu Finzschs Schülern zählen Fatima El-Tayeb, Jürgen Martschukat, Olaf Stieglitz und Heike Bungert.

## Schriften (Auswahl)
Monografien
- Die Goldgräber Kaliforniens. Arbeitsbedingungen, Lebensstandard und politisches System um die Mitte des 19. Jahrhunderts (= Kritische Studien zur Geschichtswissenschaft. Bd. 53). Vandenhoeck & Ruprecht, Göttingen 1982, ISBN 3-525-35711-7 (Zugleich: Köln, Univ., Diss.).
- Obrigkeit und Unterschichten. Zur Geschichte der rheinischen Unterschichten gegen Ende des 18. und zu Beginn des 19. Jahrhunderts. F. Steiner, Stuttgart 1990, ISBN 3-515-05459-6 (Zugleich: Köln, Univ., Habil.-Schr., 1988/89).
- mit Hartmut Lehmann: Zukunftsvisionen. Politische und soziale Utopien in Deutschland und den Vereinigten Staaten im 20. Jahrhundert. Mit einem Beitrag von Wolf Biermann (Die Krefelder deutsch-amerikanische Tagung von 1999). Hrsg. von der Stadt Krefeld, Oberstadtdirektor, Krefeld 2001, ISBN 3-9806517-5-4.
- mit James Oliver Horton und Lois E. Horton: Von Benin nach Baltimore. Die Geschichte der African Americans. Hamburger Edition, Hamburg 1999, ISBN 3-930908-49-2.
- Konsolidierung und Dissens. Nordamerika von 1800 bis 1865 (= Geschichte Nordamerikas in atlantischer Perspektive von den Anfängen bis zur Gegenwart. Bd. 5). Lit, Münster u. a. 2005, ISBN 3-8258-4441-2.
- Der Widerspenstigen Verstümmelung. Eine Geschichte der Kliteridektomie im „Westen“, 1500–2000. Bielefeld: Transcript, 2021, ISBN 978-3-8376-5717-3.
- Abjekte Körper: Zur Kulturgeschichte der Monstrositäten, 1500 -2023. Bielefeld: Transcript, 2024, ISBN 978-3-8376-7448-4.

Herausgeberschaften
- mit Hermann Wellenreuther: Liberalitas. Festschrift für Erich Angermann zum 65. Geburtstag. F. Steiner, Stuttgart 1992, ISBN 3-515-05656-4.
- mit Robert Jütte: Institutions of Confinement. Hospitals, Asylums, and Prisons in Western Europe and North America. 1500–1950. Cambridge University Press, Cambridge u. a. 1996, ISBN 0-521-56070-5.
- mit Jürgen Martschukat: Reconstruction und Wiederaufbau in Deutschland und den Vereinigten Staaten von Amerika. 1865, 1945 und 1989 (= Krefelder Hefte zur deutsch-amerikanischen Geschichte. Bd. 2). Steiner, Stuttgart 1996, ISBN 3-515-06857-0.
- mit Jürgen Martschukat: Different Restorations. Reconstruction and „Wiederaufbau“ in Germany and the United States, 1865, 1945, and 1989. Berghahn, Providence/Oxford 1996, ISBN 1-57181-086-2.
- mit Dietmar Schirmer: Identity and Intolerance. Nationalism, Racism, and Xenophobia in Germany and the United States. Cambridge University Press, Cambridge u. a. 1998, ISBN 0-521-59158-9.
- mit Hermann Wellenreuther: Visions of the Future in Germany and America. Berg, Oxford/New York 2001, ISBN 1-85973-521-5.
- mit Ursula Lehmkuhl: Atlantic Communications. The Media in American and German History from the Seventeenth to the Twentieth Century. Berg, Oxford u. a. 2004, ISBN 1-85973-679-3.
- Clios Natur. Vergleichende Aspekte der Umweltgeschichte (= Studien zur Geschichte, Politik und Gesellschaft Nordamerikas. Bd. 28). Lit, Berlin u. a. 2008, ISBN 978-3-8258-1224-9.
- mit Stefanie Coché: Religion und Politik in den Vereinigten Staaten von Amerika. 1760 bis 2011 (= Studien zur Geschichte, Politik und Gesellschaft Nordamerikas. Bd. 29). Lit, Berlin u. a. 2012, ISBN 978-3-643-11430-3.
- mit Eva Bischoff und Ursula Lehmkuhl: Provincializing the United States. Colonialism, Decolonization, and (Post)Colonial Governance in Transnational Perspective. Winter, Heidelberg 2014, ISBN 978-3-8253-6360-4.
- mit Krzysztof Ruchniewicz: Die Gestrichenen. Der Entzug der wissenschaftlichen Titel durch die Schlesische Friedrich-Wilhelms-Universität zu Breslau in den Jahren 1933–1945. Oficyna Wydawnicza Atut – Wrocławskie Wydawnictwo Oświatowe, Wrocław 2015, ISBN 978-83-7977-088-5 (auch auf Englisch, Hebräisch und Polnisch erschienen).
- mit Marcus Velke: Queer | Gender | Historiographie. Aktuelle Tendenzen und Projekte (= Geschlecht – Kultur – Gesellschaft. Gender – Culture – Society. Bd. 20). Lit, Münster/Berlin 2016, ISBN 978-3-643-13219-2.
- mit Marion Hulverscheidt: Special Issue: On Cliteridectomy (= Gender Forum. An Internet Journal for Gender Studies, Bd. 67). 2018, ISSN 1613-1878.

Aufsätze (Auswahl)
- Zur Homophobie und Transphobie in der Alt-Right-Bewegung und unter den amerikanischen Neonazis. In: Invertito. 21 (2019), S. 203–223.
- The Smooth Space of the Nomads. Indigenous Outopia, Indigenous Heterotopia and the Example of Australia. In: Beate Neumeier und Helen Tiffin (Hrsg.): Ecocritical Concerns and the Australian Continent. Lexington Books, Lanham, MD, Boulder, CO, New York, London 2020, S. 27–41.
- Biological Warfare in North America and Australia. Smallpox and Colonial Violence. In: Zeitschrift für Australienstudien. 35 (2021), S. 45–59.
- Metropolis (1927): Die multiplen musikalischen Leben eines Meisterwerks. In: Nicolai Hannig, Annette Schlimm und Kim Wümschmann (Hrsg.): Deutsche Filmgeschichten. Historische Portraits. Wallstein Verlag, Göttingen 2022, S. 26–32.
- Räume weiblichen Begehrens. Kliteridektomie und heteronormative Einhegung. In: Monika Frohnapfel-Leis und Muriel Athenas Gonzales (Hrsg.): Zwischen Raum und Zeit. Zwischenräumliche Praktiken in den Kulturwissenschaften. De Gruyter Oldenbourg, Berlin, Boston, MA 2022, S. 47–75.
- „The intrusion therefore of cattle is by itself sufficient to produce the extirpation of the native race“. Social Ecological Systems and Ecocide in Conflicts between Hunter-Gatherers and Commercial Stock Farmers in Australia. In: Settler Colonial Studies. 2017, Apr 3, 7 (2), S. 164–191, ISSN 2201-473X.
- Der glatte Raum der Nomaden. Indigene Outopia, indigene Heterotopia am Beispiel Australiens. In: Claudia Bruns (Hrsg.): „Rasse“ und Raum. Topologien zwischen Kolonial-, Geo- und Biopolitik. Geschichte, Kunst, Erinnerung. Reichert Verlag, Trier 2017, S. 123–144.
- The Harlem Renaissance, 1919–1935. American Modernism, Multiple Modernities or Postcolonial Diaspora. In: Thomas Welskopp und Alan Lessoff (Hrsg.): Fractured Modernity. America Confronts Modern Times, 1890s to 1940s. Oldenbourg, München 2012 (Digitalisat), S. 193–212.
- Henry Adams, Nikola Tesla and the „Body Electric“. Intersections between Bodies and Electrical Machines. In: Michaela Hampf and MaryAnn Snyder-Körber (Hrsg.): Body. Gender. Technology. Winter, Heidelberg 2012, S. 253–278.
- Krise und „Rasse“. Wie Hypersegregation strukturellen Rassismus erzeugt. In: Andreas Etges und Winfried Fluck (Hrsg.): American Dream? Eine Weltmacht in der Krise. Campus, Frankfurt/Main, New York 2011, S. 177–194.
- The End of Slavery, the Role of the Freedmen's Bureau and the Introduction of Peonage. In: Ulrike Schmieder (Hrsg.): The End of Slavery in Africa and the Americas. A Comparative Approach. Lit Verlag, Berlin 2011, S. 141–163.
- Settler Imperialism, Ecocide and Social Ecological Systems. In: Beate Neumeier, Boris Braun und Victoria Herche (Hrsg.): Nature and Environment in Australia. Wissenschaftlicher Vertrag Trier, Trier 2018, S. 9–22.
- The Smooth Space of the Nomads. Indigenous Outopia, Indigenous Heterotopia and the Example of Australia. In: Beate Neumeier und Helen Tiffin (Hrsg.): Ecocritical Concerns and the Australian Continent. Lexington Books, Lanham, MD 2020, S. 27–41.

## Mitgliedschaften in Beiräten und Herausgebergremien
- Mitglied des Wissenschaftlichen Beirats der Reihe Konflikte und Kultur – Historische Perspektiven
- Mitherausgeber der Reihe CAT. Cultures in America in Transition
- Mitglied des Editorial Board der Zeitschrift "American Communist History"[7]
- Mitglied des Vorstandes der Fachgesellschaft Gender Studies[8]